# Lista najwyższych budynków w Stambule
Stambuł jest największym miastem w Turcji, ale drapacze chmur zaczęły powstawać tutaj dopiero w latach dziewięćdziesiątych (przed rokiem 1990 tylko jeden budynek miał ponad 100 metrów wysokości).

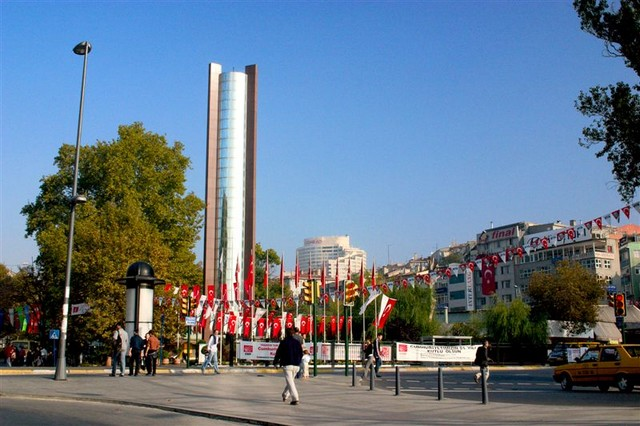
Plac w dzielnicy Beşiktaş

## 25 najwyższych ukończonych budynków[2]
| Ranking | Budynek                                           | Wysokość strukturalna [m] | Liczba pięter | Rok budowy |
| ------- | ------------------------------------------------- | ------------------------- | ------------- | ---------- |
| 1.      | Metropol Istanbul Tower                           | 301                       | 70            | 2017       |
| 2.      | Skyland Office Tower                              | 284                       | 65            | 2017       |
| 3.      | Skyland Residential Tower                         | 284                       | 64            | 2017       |
| 4.      | Sapphire of Istanbul                              | 261                       | 55            | 2010       |
| 5.      | Emaar Square                                      | 230                       | 50            | 2020       |
| 6.      | Istanbul Tower 205                                | 228                       | 54            | 2019       |
| 7.      | Anthill Residence 1                               | 210                       | 54            | 2010       |
| 7.      | Anthill Residence 2                               | 210                       | 54            | 2010       |
| 9.      | Maslak Spine Tower                                | 202                       | 51            | 2013       |
| 10.     | Varyap Meridian Grand Tower 1                     | 198                       | 57            | 2013       |
| 11.     | Ciftci Tower A                                    | 194                       | 45            | 2018       |
| 12.     | Ciftci Tower B                                    | 194                       | 45            | 2018       |
| 13.     | Allianz Tower                                     | 185,5                     | 40            | 2015       |
| 14.     | Isbank Tower I                                    | 181,2                     | 52            | 2000       |
| 15.     | Andromeda Gold                                    | 181                       | 52            | 2013       |
| 16.     | Varyap Meridian C Block                           | 180                       | 45            | 2013       |
| 17.     | Palladium Tower                                   | 180                       | 43            | 2014       |
| 18.     | Skyland Hotel Tower                               | 180                       | -             | 2018       |
| 19.     | Hilton Istanbul Bomonti Hotel & Conference Center | 179                       | 48            | 2013       |
| 20.     | Leopardus                                         | 178                       | 48            | 2015       |
| 21.     | Ak-Asya Shopping Center & Tower                   | 172,6                     | 55            | 2014       |
| 22.     | Sisli Plaza                                       | 170,1                     | 46            | 2007       |
| 23.     | Levent 199                                        | 170                       | 43            | 2014       |
| 24.     | Ozdilek Plaza Tower A                             | 170                       | 38            | 2014       |
| 25.     | Soyak Kristalkule Finansbank Headquarters         | 169                       | 32            | 2014       |

## Budynki w budowie ponad 150 m[3]
| Ranking | Budynek                                               | Wysokość strukturalna [m] | Liczba pięter | Rok budowy |
| ------- | ----------------------------------------------------- | ------------------------- | ------------- | ---------- |
| 1.      | Istanbul International Finance Center Ziraat Tower I  | 219,2                     | 46            | 2020       |
| 2.      | Istanbul International Finance Center Ziraat Tower II | 193,5                     | 40            | 2020       |
|         |                                                       |                           |               |            |

## Budynki zaaprobowane
| Ranking | Budynek                                      | Wysokość strukturalna [m] | Liczba pięter | Planowany rok budowy |
| ------- | -------------------------------------------- | ------------------------- | ------------- | -------------------- |
| 1.      | Central Bank of the Republic of Turkey Tower | 350                       | 55            | 2025                 |
| 2.      | Diamond of Istanbul                          | 270                       | 53            | -                    |
| 3.      | Nurol Life Seyrantepe                        | 261                       | 50            | 2017                 |
| 4.      | Çintemani Istanbul                           | 212                       | 57            | 2015                 |
| 5.      | Bomonti Time Residence                       | 195                       | 52            | 2015                 |
| 6.      | Quasar İstanbul 1                            | 160                       | 42            | 2015                 |
| 7.      | Quasar İstanbul 2                            | 160                       | 42            | 2015                 |
| 8.      | Quasar İstanbul 3                            | 156                       | 41            | 2015                 |
| 9.      | Quasar İstanbul 4                            | 156                       | 41            | 2015                 |